# Ortogonalitet
Ortogonalitet är inom matematiken en egenskap hos par av bland annat vektorer och funktioner, som enklast kan beskrivas som att de är vinkelräta mot varandra. Om {\displaystyle x\,} och {\displaystyle y\,} är ortogonala, betecknas detta ofta med {\displaystyle x\perp y}.

## Ortogonalitet i vektorrum
Två vektorer {\displaystyle x} och {\displaystyle y} är ortogonala om den inre produkten (skalärprodukten) är noll: 
{\displaystyle \langle x,y\rangle =x\cdot y=0}
Ortogonalitet är, i fallet då ingen av vektorerna är lika med nollvektorn, detsamma som rätvinklighet.

## Ortogonalitet i funktionsrum
Två funktioner {\displaystyle f(x)} och {\displaystyle g(x)} är ortogonala på intervallet {\displaystyle [a,b]} om den inre produkten är noll:
{\displaystyle \langle f,g\rangle =\int _{a}^{b}f(x)\cdot g(x)dx=0}
Exempelvis är sinusfunktionen och cosinusfunktionen ortogonala mot varandra på {\displaystyle [0,2\pi ]}.